# 棟居喜九馬
棟居 喜九馬（むねすえ きくま、1866年3月25日（慶応2年2月9日） - 1932年（昭和7年）9月2日）は日本の逓信省参事官また、長老派の日本基督教会富士見町教会の長老である。

## 生涯

### 幼少期・学生時代
1866年に棟居義彦、房子の子として周防国徳山に生まれる。
上京して、第一高等中学校に入学する。入学後に、一番町教会(富士見町教会)に行き、同教会の牧師であった植村正久の説教を聞いて、キリスト教に入信する。1887年（明治20年）7月に植村より洗礼を受けクリスチャンになる。
第一高等中学卒業後、東京帝国大学に入学する。

### 役人時代
1893年（明治26年）に東京帝国大学法科を卒業し、農商務省に務める。その後、熊本県参事官、大阪府参事官、逓信省の通信事務官、書記官などを歴任する。
1903年（明治36年）2月から11月まで、欧米を視察したのち逓信省の参事官になる。東京に再び転任すると、植村の指導により、官吏の職務の傍ら、富士見町教会の長老として教会に仕えることになった。